# Чін'їнджи

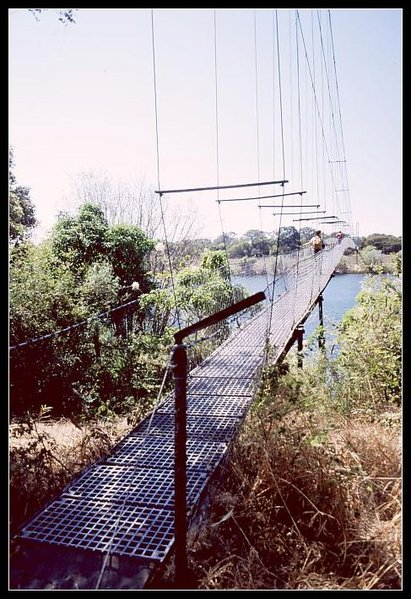
Підвісний міст Чін’їнджи

Чін’їнджи (англ. Chinyingi) — місія ордену капуцинів і лікарня в рідко заселеній Північно-Західній провінції Замбії, на західному березі Замбезі на висоті 1100 м над рівнем моря. Лише приблизно 500 осіб живе в радіусі 7 км від місії. Лікарня місії має 52 ліжко-місця і обслуговує довколишнє населення, надаючи весь спектр послуг від першої медичної допомоги до підтримки хворих на СНІД, який вражає приблизно чверть населення Замбії. При місії також працює школа.
В 1970-х роках член ордену Капуцинів брат Кріспін Балері збудував тут підвісний пішохідний міст через Замбезі. На цю ідею його наштовхнула трагічна загибель 4 місцевих жителів, які потонули в річці, намагаючись доставити хворого до лікарні. Він домовився з мідними шахтами в сусідній провінції Коппербелт про пожертвування будівельних матеріалів і конструкцій, і скористався допомогою місцевих жителів для спорудження мосту. Незважаючи на відсутність у Балері відповідної освіти і досвіду і низьку кваліфікацію його добровільних співпрацівників міст виявився міцним і надійним і досі (2005) перетинає річку. 
Міст, побудований Балері — один із лише 5 мостових перетинів (не враховуючи гребель гідроелектростанцій), що існують на Замбезі, і розташований найближче до її витоку. Пізніше на річці під мостом була створена понтонна переправа для автомобільного та гужового транспорту.